# Höhere Lehranstalt für wirtschaftliche Berufe Wiener Neustadt
Die Höhere Lehranstalt für wirtschaftliche Berufe Wiener Neustadt als Höhere Lehranstalt für wirtschaftliche Berufe ist eine Städtische Schule der Stadt Wiener Neustadt in Niederösterreich in der Daun-Kaserne.

## Geschichte
Im Jahre 1924 wurde vom Wiener Neustädter Frauen-Erwerb-Verein nach dem Vorbild des Wiener Frauen-Erwerb-Vereins mit der Bürgerschullehrerin Auguste Pehm eine zweijährige private Frauengewerbeschule für Weißnäherei und Kleidermacher im Restaurant Witetschka und vorherigen Evangelischen Bethaus am Allerheiligenplatz Nr. 1 gegründet. 1930 unterrichteten mit Pehm drei weitere Lehrerinnen an der Schule. Ab 1930 wurden auch Abendkurse angeboten. 1936 projektierte der Wiener Neustädter Frauen-Erwerb-Verein eine dreijährige Ausbildung einer Höheren Lehranstalt für wirtschaftliche Berufe nach dem Vorbild analoger Anstalten in Wien und Baden bei Wien. Nachdem die Stadt Wiener Neustadt mit dem Gemeinderat Hans Kober einen unverzinslichen Kredit auf fünf Jahre von 2000 Schilling gewährte, konnte die Höhere Lehranstalt 1936 unter der Leitung von Emilie Kober mit sechs Lehrpersonen und dem Prior Alberich Rabensteiner für den Religionsunterricht begonnen werden.

### Leitung
- 1924–? Auguste Pehm
- 1936–? Emilie Kober
- 1945–1952 Josef Schwendenwein
- 1952–1967 Hans Kober
- 1967–? Friederike Gampé
- 1987–2011 Georg Pohler
- 2011–2021 Harry Komuczky
- seit 2021 Elisabeth Inschlag

## Schulformen
- 5-jährige HLW mit Matura mit dem Schwerpunkt Umweltökonomie
- 5-jährige HLW mit Matura mit dem Schwerpunkt Wirtschaftsinformatik
- 3-jährige Fachschule mit den Schwerpunkten Ernährung und Wellness